# Uszakowo (rejon fatieżski)
Uszakowo (ros. Ушаково) – wieś (ros. деревня, trb. dieriewnia) w zachodniej Rosji, w sielsowiecie bolszeżyrowskim rejonu fatieżskiego w obwodzie kurskim.

## Geografia
Miejscowość położona jest nad Bolszają Kuricą (prawy dopływ Sejmu), 5 km od centrum administracyjnego sielsowietu (Bolszoje Żyrowo), 17 km na południowy wschód od centrum administracyjnego rejonu (Fatież), 29 km na północny zachód od Kurska, 5 km od drogi magistralnej (federalnego znaczenia) M2 «Krym» (część trasy europejskiej E105).
We wsi znajdują się 103 posesje.
Klimat
Miejscowość, jak i cały rejon, znajduje się w strefie klimatu kontynentalnego z łagodnym ciepłym latem i równomiernie rozłożonymi opadami rocznymi (Dfb w klasyfikacji klimatów Köppena).

## Demografia
W 2010 r. wieś zamieszkiwało 36 osób.